# Joseph Gébara
Joseph Gébara (* 10. Juni 1965 in Amatour, Libanon) ist ein libanesischer melkitisch griechisch-katholischer Geistlicher und Erzbischof von Petra und Philadelphia (Jordanien).

## Leben
Joseph Gébara empfing am 10. Juli 1993 das Sakrament der Priesterweihe.
Am 31. Oktober 2013 ernannte ihn Papst Franziskus zum Koadjutorbischof der Eparchie Nossa Senhora do Paraíso em São Paulo. Der melkitisch griechisch-katholische Patriarch von Antiochien, Gregor III. Laham BS, spendete ihm am 21. Dezember desselben Jahres die Bischofsweihe; Mitkonsekratoren waren der Bischof der Eparchie Nossa Senhora do Paraíso em São Paulo, Fares Maakaroun, und der melkitisch griechisch-katholische Erzbischof der Erzeparchie Tyros, Georges Bacaouni.
Mit dem Rücktritt Erzbischof Fares Maakarouns am 21. Juli 2014 trat er dessen Nachfolge als Bischof der Eparchie Nossa Senhora do Paraíso an.
Am 20. Februar 2018 bestätigte Papst Franziskus die Ernennung Gébaras zum Erzbischof von Petra und Philadelphia durch die Synode der melkitischen griechisch-katholischen Kirche.